# The Magnificent 7 (theatergezelschap)
The Magnificent 7 was een Nederlands theatergezelschap, actief in de jaren 1986 tot 1991. Het speelde voornamelijk muziek uit bekende films en televisieseries.
The Magnificent 7 deed drie theatertournees, 'The magnificent 7' (1988), 'The Magnificent 7 rides again' (1989) en 'The sons of the magnificent 7' (1990) en bracht in 1990 de verzamel-cd The Best of the Worst uit.

## Samenstelling
- Joost Belinfante: percussie, blaaswerk, viool, toetsen, zang
- Jan de Hont: gitaar, zang
- Jan Kooper: blaaswerk, zang (opgevolgd door Roland Brunt)
- Fay Lovsky: fluit, percussie, toetsen, zang
- Jan Pijnenburg: drum, percussie
- Henny Vrienten: basgitaar, gitaar, zang
- Jakob Klaasse: blaaswerk, percussie, toetsen, zang